# Asedio de Regio
El asedio de Regio tuvo lugar en 387 a. C., cuando Dionisio I de Siracusa decidió sitiar la ciudad de Regio. Se contaba que uno de los motivos por los que había emprendido esta acción militar era porque la ciudad se había negado años antes a entregarle a una joven que había solicitado como esposa. Una tradición dice que, en cambio, le habían ofrecido a la hija de un verdugo. El sitio duró más de 10 meses y finalmente la ciudad fue tomada y destruida. El hijo de Dionisio I, Dionisio II de Siracusa reconstruyó parte de la ciudad, a la que dio el nombre de Febia. Unos años después, en el 351 a. C. los siracusanos Leptines y Calipo, enfrentados a Dionisio, tomaron Regio, expulsaron a la guarnición y otorgaron la independencia a la ciudad.